# Pitcairnština
Pitcairnština, či pitcarinská angličtina (Pitkern, anglicky Pitcairnese) je kreolský jazyk založený na hovorové angličtině 18. století a tahitštině. Hovoří se jím především na Pitcairnově ostrově, dále také na Novém Zélandu a v Austrálii, přičemž má celosvětově méně než 100 rodilých mluvčích. Pitcairnština je blízce příbuzná norfolkštině, s níž má stejné kořeny; norfolkština má mluvčích několik tisíc. Její mezinárodní kód je pih.